# Peliostomum calycinum
Peliostomum calycinum är en flenörtsväxtart som beskrevs av Nicholas Edward Brown. Peliostomum calycinum ingår i släktet Peliostomum och familjen flenörtsväxter. Inga underarter finns listade i Catalogue of Life.